# Saghateri
Els saghateris (Saghatherium) són un gènere extint de damans de la família dels pliohiràcids que visqueren al nord d'Àfrica i l'Orient Pròxim durant l'Oligocè inferior, fa entre 28,4 i 33,9 milions d'anys. Se n'han trobat restes fòssils a Egipte, Líbia i Oman. Eren animals arborícoles i de dieta herbívora. Tenien les dents de tipus bunoselenodont i eren si fa no fa el doble de grossos que els damans d'avui en dia, amb un pes estimat de 9 kg. El nom genèric Saghatherium significa ‘bèstia de Qasr al-Sagha’ i es refereix a la seva localitat tipus.